# Philippe Lapoutge
Pas d'image ? Cliquez ici

a Compétitions nationales et continentales officielles uniquement.

Philippe Lapoutge, né le 28 mai 1975 à Toulouse, est un joueur de rugby à XV français évoluant au poste de ailier et parfois d'arrière.

## Carrière
Formé au Blagnac SCR, il rejoint le Stade toulousain où il fait face à une rude concurrence avec Émile Ntamack, Xavier Garbajosa et Pierre Bondouy et n'a pas un statut de titulaire indiscutable. Il rejoint alors le CA Brive pour la saison 2000-2001. Au mois de mai 2000, il est appelé en équipe de France de rugby à sept pour disputer l'étape des IRB Sevens World Series se disputant au stade Charléty. En 2002, il retrouve son club formateur de Blagnac puis rejoint l'US l'isloise avant de rejoindre le club de Grenade en 2010.

## Palmarès
- Champion de France Reichel : 1995
- Vainqueur du championnat de France en 1999
- Vainqueur de la Coupe de France en 1998